# Junge Welt-Pokal 1959
Der Junge Welt-Pokal 1959 war die 11. Auflage des höchsten Fußball-Pokalwettbewerbs der Altersklasse 16–18 auf dem Gebiet der DDR, der vom Zentralrat der FDJ in Verbindung mit dem Jugendausschuss der Sektion Fußball der DDR veranstaltet und durchgeführt wurde. Er begann am 19. April 1959 mit der Qualifikation und endete am 31. Mai 1959 mit dem Finale beim Endrundenturnier in Greiz. Den Pokalsieg errang die Mannschaft vom ASK Vorwärts Berlin nach einem 4:0-Finalsieg über den SC Aktivist Brieske-Senftenberg.

## Teilnehmende Mannschaften
Am Junge Welt-Pokal der Junioren (A-Jugend) für die Altersklasse (AK) 16–18 nahmen neben dem Pokalverteidiger, die Pokalsieger aus Ost-Berlin und den 14 Bezirken auf dem Gebiet der DDR teil. Spielberechtigt waren Spieler bis zum 18. Lebensjahr (Stichtag: 1. September 1940 bis 31. August 1942).
Folgende Mannschaften nahmen am Junge Welt-Pokal teil:
| - Bezirk Rostock SC Empor Rostock - Bezirk Schwerin SC Traktor Schwerin - Bezirk Neubrandenburg BSG Turbine Neubrandenburg - Bezirk Potsdam BSG Rotation Babelsberg - Ost-Berlin ASK Vorwärts Berlin | - Bezirk Frankfurt (Oder) BSG Stahl Stalinstadt - Bezirk Magdeburg BSG Lokomotive Oschersleben - Bezirk Halle BSG Motor Aschersleben - Bezirk Leipzig SC Lokomotive Leipzig - Bezirk Cottbus SC Aktivist Brieske-Senftenberg | - Bezirk Dresden SC Einheit Dresden - Bezirk Karl-Marx-Stadt BSG Motor Zwickau - Bezirk Erfurt BSG Motor Nordhausen-West - Bezirk Gera SC Motor Jena - Bezirk Suhl BSG Motor Steinach |
| SC Motor Karl-Marx-Stadt (Pokalverteidiger) | | |

## Qualifikation

### Modus
Die Qualifikation wurde im K.-o.-System ausgetragen und es wurde versucht, in 80 Minuten einen Gewinner auszuspielen. War danach kein Sieger gefunden, wurde ein Wiederholungsspiel mit getauschtem Heimrecht angesetzt. Wurde auch hier kein Sieger ermittelt, entschied das Los. Die Sieger der 2. Hauptrunde qualifizierten sich für das Endrundenturnier.

### 1. Hauptrunde
| Datum                   |                            | Ergebnis |                                 |
| ----------------------- | -------------------------- | -------- | ------------------------------- |
| So 19. April, 14:00 Uhr | BSG Turbine Neubrandenburg | 1:1      | SC Empor Rostock                |
| So 19. April, 14:00 Uhr | ASK Vorwärts Berlin        | 1:0      | SC Traktor Schwerin             |
| So 19. April, 14:00 Uhr | SC Motor Jena              | 5:2      | BSG Lokomotive Oschersleben     |
| So 19. April, 14:00 Uhr | BSG Motor Steinach         | 1:5      | BSG Motor Nordhausen-West       |
| So 19. April, 14:00 Uhr | BSG Motor Aschersleben     | 2:1      | SC Lokomotive Leipzig           |
| So 19. April, 14:00 Uhr | BSG Rotation Babelsberg    | 1:1      | BSG Motor Zwickau               |
| So 19. April, 14:00 Uhr | SC Einheit Dresden         | 1:1      | SC Aktivist Brieske-Senftenberg |
| So 19. April, 14:00 Uhr | SC Motor Karl-Marx-Stadt   | 3:0      | BSG Stahl Stalinstadt           |

 Wiederholungsspiele 
| Datum                   |                                 | Ergebnis |                            |
| ----------------------- | ------------------------------- | -------- | -------------------------- |
| So 26. April, 14:00 Uhr | SC Empor Rostock                | 2:3      | BSG Turbine Neubrandenburg |
| So 26. April, 14:00 Uhr | BSG Motor Zwickau               | 1:0      | BSG Rotation Babelsberg    |
| So 26. April, 14:00 Uhr | SC Aktivist Brieske-Senftenberg | :        | SC Einheit Dresden         |

### 2. Hauptrunde
| Datum                 |                                 | Ergebnis |                          |
| --------------------- | ------------------------------- | -------- | ------------------------ |
| So 03. Mai, 14:00 Uhr | BSG Turbine Neubrandenburg      | 0:5      | ASK Vorwärts Berlin      |
| So 03. Mai, 14:00 Uhr | SC Aktivist Brieske-Senftenberg | 3:0      | BSG Motor Aschersleben   |
| So 03. Mai, 14:00 Uhr | BSG Motor Zwickau               | :        | SC Motor Jena            |
| So 03. Mai, 14:00 Uhr | BSG Motor Nordhausen-West       | 2:3      | SC Motor Karl-Marx-Stadt |

## Endrundenturnier
Das Endrundenturnier fand vom 30. bis 31. Mai in Plauen (Bezirk Karl-Marx-Stadt) und Greiz (Bezirk Gera) statt.

### Halbfinale
Die Halbfinalspiele wurden in Plauen (Bezirk Karl-Marx-Stadt) im Vogtlandstadion ausgetragen.
| Datum                 |                                 | Ergebnis |                          |
| --------------------- | ------------------------------- | -------- | ------------------------ |
| Sa 30. Mai, 14:00 Uhr | ASK Vorwärts Berlin             | 2:1      | BSG Motor Zwickau        |
| Sa 30. Mai, 16:00 Uhr | SC Aktivist Brieske-Senftenberg | 1:0      | SC Motor Karl-Marx-Stadt |

### Spiel um Platz 3
Das Spiel um Platz 3 fand in Greiz (Bezirk Gera) auf dem Tempelwaldsportplatz statt.
| Datum                                                             |                   | Ergebnis |                          |
| ----------------------------------------------------------------- | ----------------- | -------- | ------------------------ |
| So 31. Mai, 13:00 Uhr                                             | BSG Motor Zwickau | 5:3      | SC Motor Karl-Marx-Stadt |
| Kreß (2), Bauer, Hofmann, Dimanski – Baldauf, Schuster, Steinmann |                   |          |                          |

### Finale
| Paarung                         | ASK Vorwärts Berlin – SC Aktivist Brieske-Senftenberg |
| Ergebnis                        | 4:0 (0:0) |
| Datum                           | Sonntag, 31. Mai 1959 |
| Stadion                         | Tempelwaldsportplatz, Greiz |
| Schiedsrichter                  | Rolf Vogel (Karl-Marx-Stadt) |
| Tore                            | 1:0 Nöldner (44.) 2:0 Nöldner (55.) 3:0 Geßler (57.) 4:0 Nöldner (59.) |
| ASK Vorwärts Berlin             | Daugs – Dieter Wenicke, Ulrich Prüfke , Heinz Labs – Sellin (37. Günter Hoge), Lindner – Wolfgang Dittrich, Joachim Kluck, Roger Geßler, Jürgen Nöldner, Schmidt Cheftrainer: Walter Kaßbohm        |
| SC Aktivist Brieske-Senftenberg | Eberhard Beyer – Unglaube, Joachim Cugier, Günter Haiasch – Manfred Kupferschmied, Hölze – Hausdorf, Dieter Umlauf (9. Paslack), Lothar Haack, Joachim Kurpat, Schigora Cheftrainer: Günter Lammich |